# 103街車站 (IRT萊辛頓大道線)
103街車站（英語：103rd Street station）是紐約地鐵IRT萊辛頓大道線的一個慢車地鐵站，位於曼哈頓東哈萊姆萊辛頓大道及103街交界，設有4號線（僅深夜停站）、6號線（任何時候停站）列車服務，而繁忙時段的尖峰方向還有開行<6>列車。

## 車站結構
| Ground | 街道層   | 出入口                                                          |
| 夾層   | 夾層     | 閘機、車站詢問處、Metrocard自動售票機                           |
| 月台層 | 側式月台 | 側式月台                                                        |
| 月台層 | 北行慢車 | ← 往佩勒姆灣公園或帕克徹斯特 (110街) ← 深夜時往伍德羅恩 (110街) |
| 月台層 | 北行快車 | ← 不停靠                                                        |
| 月台層 | 南行快車 | → 不停靠 →                                                      |
| 月台層 | 南行慢車 | → 往布魯克林大橋-市政府 (96街) → → 深夜時往新地段大道 (96街) →  |
| 月台層 | 側式月台 |                                                                 |

此地下車站於1918年7月17日啟用，設有兩個側式月台和四條軌道。除此站與110街車站以外，所有介乎大中央-42街車站和125街車站的地鐵站都設有上層慢車軌道和下層快車軌道，並有各個慢車地鐵站設有緊急出口。
下城/布魯克林方向月台於2015年翻新。2016年1月26日至5月23日，上城/布朗克斯方向月台需要關閉以便翻新，與其相反方向的月台統一風格，並早於預期一個月完工。
車站唯一的出口是位於近南端的夾層。各月台設有兩條樓梯通往夾層，一個可被用作跨線橋的等候區，以及兩條通往103街與萊辛頓大道的東南角和西南角的樓梯。

## 外部連結
- nycsubway.org—IRT East Side Line: 103rd Street
- nycsubway.org — Neo-Boriken Artwork by Nitza Tufino (1990)（页面存档备份，存于）
- Station Reporter — 4 Train
- Station Reporter — 6 Train
- MTA's Arts For Transit — 103rd Street (IRT Lexington Avenue Line)
- 103rd Street entrance from Google Maps Street View（页面存档备份，存于）
- Platforms from Google Maps Street View （页面存档备份，存于）